# Tiroteo del Empire State de 1997
El 23 de febrero de 1997, un profesor palestino de 69 años de edad, abrió fuego dentro del  Empire State en Estados Unidos, matando a una persona e hiriendo a seis. Después, se quitó la vida. 
El atentado ocurrió tres días antes del 4º aniversario del atentado del World Trade Center de 1993, que cobró la vida de seis personas.

## Víctimas
La única víctima mortal fue un músico danés de 27 años, que vivía en Nueva York y tocaba en una banda. Un compañero de banda suyo, también fue herido gravemente, pero sobrevivió.
- Datos: Q4592356